# Memoir of a Snail
Memoir of a Snail är en australisk animerad dramafilm som hade premiär den 10 juni 2024 på Annecy International Animation Film Festival. Filmen är regisserad av Adam Elliot, som även skrivit filmens manus.
Filmen hade biopremiär i Sverige den 28 februari 2025.

## Handling
Filmen handlar om en melankoliska Grace Pudel som drar sig tillbaka med sin samling av sniglar, kärleksromaner och marsvin från en värld hon tycker är överväldigande.

## Rollista (i urval)
- Sarah Snook – Grace Pudel
  - Charlotte Belsey – Grace, som ung
- Kodi Smit-McPhee – Gilbert Pudel
- Jacki Weaver – Pinky
- Eric Bana – James
- Magda Szubanski – Ruth
- Dominique Pinon – Percy Pudel
- Tony Armstrong – Ken
- Nick Cave – Bill Clarke